# 1933年古巴—巴哈马飓风
1933年古巴－巴哈马飓风（英語：1933 Cuba–Bahamas hurricane）是活跃程度极高的1933年大西洋飓风季共计六场大型飓风中的最后一场，在现代萨菲尔-辛普森飓风等级下可以达到三级标准。气旋于10月1日在加勒比海成型，是该季第十七号热带风暴，起初缓慢北上。风暴从牙买加西侧经过，岛上香蕉种植园受损，另有一人丧生。10月3日，气旋增强成飓风，于次日从古巴西部经过。该国预先发布警告，所以没有人员直接因风暴丧生，但有四人在哈瓦那宵禁期间因涉嫌抢劫而被枪杀。德国旅行作家理查德·卡茨在古巴亲眼目睹这场飓风，并将经历写入著作《环球漫步》（Loafing Around the Globe）。
进入佛罗里达海峡后，气旋转向东北，在佛罗里达礁岛群沿线产生热带风暴强度大风。暴雨引发洪灾，风暴催生出三场龙卷风，导致迈阿密地区多幢房屋受损。10月6日，飓风在行经巴哈马期间达到风力时速205公里的最高强度，随后逐渐减弱，于10月8日转变成温带气旋。气旋以飓风强度从新斯科舍沿海地区掠过并产生狂风暴雨，导致价值约100万加拿大元（1933年加拿大元）的破坏，当地还有多艘船只因海况恶劣沉没，共有九人遇难。风暴残留最终于10月9日在纽芬兰岛南侧消散。

## 气象历史
1933年9月末，加勒比海南部有大范围扰动天气区存在。到9月30日时，圣安德烈斯岛以南海域已发展出低气压区。次日，格拉西亚斯-阿迪奥斯角的气象站和一艘船只的观测数据表明洪都拉斯东岸近海已有热带风暴形成。虽然未经直接观测确认，但测得的气压表明气旋风速已达热带风暴标准。气旋朝北移动，缓慢增强的同时规模也逐渐加大。气象机构根据观测数据估计风暴于10月3日清晨成为飓风，并在牙买加西侧经过。位于风暴中心以东较远处的南内格里尔角（South Negril Point）某气象站当天测得蒲福氏风级八级风速。估计飓风在逼近古巴南岸期间风速增至每小时165公里。协调世界时10月4日上午9点，气旋登陆古巴萨帕塔半岛，然后又在三小时后登陆古巴本土。从当天下午16点开始，风眼开始经过该国首都哈瓦那，当地所测气压为976毫巴（百帕，28.8英寸汞柱）。
风暴在陆地上空略有减弱，然后进入佛罗里达海峡并重新增强。10月5日，飓风在佛罗里达州本土东南方向转向东北，产生的最强风速始终位于海上。10月6日清晨，气旋经过巴哈马，有船只测得958毫巴（百帕，28.3英寸汞柱）气压，但无法确定该船当时是在风眼内还是在风暴边缘。958毫巴气压值相当于每小时205公里左右的持续风速，但该船估计风速达到每小时240公里。飓风在最高强度下约保持有18小时，然后在加速朝东北方向移动期间减弱。10月7日经过百慕大西侧后，风暴于次日转变成温带气旋，但风速依然达到飓风标准。气旋掠过新斯科舍海岸，最终于10月9日在加拿大大西洋省份南侧逼近另一场温带风暴后失去踪影。

## 防灾措施和影响
气旋生成初期曾掠过洪都拉斯沿海地区，但产生的风力很小。牙买加的阵风达到飓风强度，京斯敦的交通因暴雨受阻，该国香蕉产业受到影响，部分小型房屋被毁，另有一人丧生。估计风暴以风力时速165公里强度从古巴西部经过，促使官员在政变后正处于政治动乱的首都哈瓦那宣布宵禁。有报纸称风暴前的这次宵禁是“一周来最平静的夜晚”。政府下令哈瓦那的军队枪杀任何有抢劫嫌疑的人，飓风经过期间有四人被杀。暴雨导致古巴三个省内河流泛滥，低洼地区被淹。西恩富戈斯有多幢房屋被毁。该国北部近海有两艘美国船只因海况恶劣赶赴马坦萨斯的港口躲避。高涨的潮汐将哈瓦那海滨淹没，水深达到0.91米，该市港口有多幢船只沉没。由于警告和疏散及时，古巴没有人直接因这场风暴遇难，但有20人受伤。
佛罗里达州西岸的波卡格兰德至该州东岸泰特斯维尔之间的沿海地区收到风暴警告，佛罗里达礁岛群接获飓风警告。飓风从佛罗里达礁岛群东南近海掠过，该州以基韦斯特所测风速最高，达到每小时70公里。气旋途经位置距长礁（Long Key）最近，但该岛是在风暴强度偏弱的一侧，岛上风速约为每小时102公里。更北面的迈阿密风力时速只有56公里。基韦斯特的24小时降雨量达280毫米，当地部分树木倒塌并引发停电，还有一些城区被淹，部分船只搁浅。佛罗里达州其他地区在气旋经过期间出现三场龙卷风。劳德代尔堡有一人因龙卷风受伤，迈阿密有四幢民宅被龙卷风刮倒，还有两人受伤。第三场龙卷风发生在好莱坞，致使多幢房屋受损。
飓风经过巴哈马期间，阿巴科群岛的霍普敦（Hope Town）风速为每小时161公里，米尔维尔（Millville）也有每小时146公里。风暴西侧外围边缘在南塔克特产生的风力时速为63公里，东侧外围边缘的百慕大则有75公里。
经过加拿大大西洋省份近海期间，飓风转变成的温带气旋产生烈风强度大风，其中新斯科舍哈利法克斯的风速最高，达到每小时83公里。风暴还产生大量降水，前后两天的降雨量达到250毫米，其中24小时就降下90毫米。新斯科舍部分街道和农田被淹，引起交通阻塞。安纳波利斯谷（Annapolis Valley）有一座桥被雨水冲垮，另有三分之一的苹果作物因大风受损。降水还令肖克莱特湖（Chocolate Lake）的水坝溢出，格雷特村（Great Village）的水坝坍塌，导致附近一座桥梁被毁。风暴期间有许多树木倒塌，其中部分倒在电缆上，引起停电。气旋在新不伦瑞克的希迪亚克（Shediac）产生时速81公里大风，大浪还对沿海地区构成破坏。纽芬兰岛有三座桥梁和部分公路及铁路被冲毁，一套房屋被淹。加拿大大西洋省份各地共有至少十艘船因大浪搁浅、沉没或从系锚处挣脱，另有九人丧生，其中七人是从波士顿前往雅茅斯（Yarmouth）途中因船只倾覆遇难。加拿大的损失总额约在100万美元左右，其中单苹果作物就占约25万美元。